# Cronaca di un tempo incerto
Cronaca di un tempo incerto è un singolo del cantante italiano Michele Bravi, pubblicato il 22 ottobre 2021 come secondo estratto dalla riedizione del terzo album in studio La geografia del buio.

## Video musicale
Il videoclip, diretto da Nicola Sorcinelli e ispirato al libro La strada di Cormac McCarthy, è stato pubblicato il 25 ottobre 2021 sul canale YouTube del cantante. Il video è stato presentato in anteprima il 22 ottobre 2021 ad Alice nella città e vede la partecipazione dell'attore Sergio Albelli insieme a Bravi.

## Tracce
Testi di Michele Bravi, Federica Abbate e Cheope, musiche di Michele Bravi, Federica Abbate e Francesco Catitti.
1. Cronaca di un tempo incerto – 3:42